# Ben Davies (walijski piłkarz)
Benjamin Thomas Davies (ur. 24 kwietnia 1993 w Neath) – walijski piłkarz, występujący na pozycji obrońcy w angielskim klubie Tottenham Hotspur.

## Kariera klubowa
Davies jest wychowankiem Swansea City. 25 sierpnia 2012 roku zadebiutował w pierwszym zespole, gdy w 84 minucie zastąpił Neila Taylora w meczu przeciwko West Ham United. Po kontuzji Taylora, która wykluczyła go z gry na cały sezon, Davies regularnie występuje w pierwszej jedenastce. 23 listopada 2012 roku podpisał nowy kontrakt. 19 stycznia 2013 roku trafił swojego pierwszego gola, przeciwko Stoke City.
23 lipca 2014 roku Ben Davies przeszedł do Tottenhamu Hotspur, podpisując pięcioletni kontrakt.

## Kariera reprezentacyjna
12 października 2012 roku zadebiutował w barwach reprezentacji Walii, w wygranym 2-1 meczu ze Szkocją.

## Sukcesy
Swansea City
- Puchar Ligi Angielskiej: 2012/2013

Tottenham
- Liga Europy UEFA: 2024/2025
- Finał Pucharu Ligi Angielskiej: 2014/2015
- Finał Ligi Mistrzów UEFA: 2018/2019